# Igor Rubenowitsch Pitschikjan
Igor Rubenowitsch Pitschikjan (russisch Игорь Рубенович Пичикян; * 3. Juli 1940 in Tbilissi; † 23. Juni 1997) war ein russischer Archäologe.

## Leben
Igor Rubenowitsch Pitschikjan begann 1961 ein Studium an der Historischen Fakultät der Universität Moskau, das er 1967 an der Abteilung für Archäologie abschloss. Nach vier Jahren am Puschkin-Museum war er von 1971 bis 1974 am Institut für Archäologie der Akademie der Wissenschaften der UdSSR tätig und erwarb dort 1975 mit einer Arbeit zur Repräsentationsarchitektur in den Städten des nördlichen Schwarzmeerraumes den Grad Kandidat der philosophischen Wissenschaften. Es folgten Tätigkeiten an verschiedenen Museen Moskaus. Seit 1977 war er am Orientalischen Institut der Sowjetischen/Russischen Akademie der Wissenschaften beschäftigt. Pitschikjan war in leitender Funktion bei Ausgrabungen in Berezan, Olbia, Pantikapaion, Chersones und in Mittelasien tätig. Am wohl bekanntesten sind seine Arbeiten zum unter seiner Leitung zwischen 1976 und 1991 ausgegrabenen Oxos-Tempel. Die Ausgrabungen wurden im Zuge der von Boris A. Litwinski geleiteten Südtadjikischen Archäologischen Expedition durchgeführt. 1984 veröffentlichte er ein Buch, in dem er auf die gegenseitigen Einflüsse zwischen Schwarzmeerraum und Kleinasien einging. 
Pitschikjan erhielt 1992 den Grad Doktor der historischen Wissenschaften.

## Schriften
- mit Boris A. Litvinskij: Oxos-Schatz und Oxos-Tempel. Achämenidische Kunst in Mittelasien, Akademie, Berlin 1992 (Antike in der Moderne) ISBN 3-05-002145-4
- Taxt-i Sangīn, der Oxus-Tempel. Grabungsbefund, Stratigraphie und Architektur, von Zabern, Mainz 2002 (Archäologie in Iran und Turan, Bd. 4) ISBN 3-8053-2928-8